# Withania
Withania Pauquy, 1825 è un genere di piante della famiglia delle Solanacee.

## Distribuzione e habitat
Il genere è presente in Africa, nella regione mediterranea e in Asia.

## Tassonomia
Il genere comprende le seguenti specie:
- Withania adpressa Coss. ex Batt.
- Withania adunensis Vierh.
- Withania aristata (Aiton) Pauquy
- Withania chamaesarachoides (Makino) Hunz.
- Withania coagulans (Stocks) Dunal
- Withania echinata (Yatabe) Hunz.
- Withania frutescens (L.) Pauquy
- Withania grisea (Hepper & Boulos) Thulin
- Withania heterophylla (Hemsl.) Hunz.
- Withania japonica (Franch. & Sav.) Hunz.
- Withania kweichouensis (Kuang & A.M.Lu) Hunz.
- Withania qaraitica A.G.Mill. & Biagi
- Withania reichenbachii (Vatke) Bitter
- Withania riebeckii Schweinf. ex Balf.f.
- Withania sinensis (Hemsl.) Hunz.
- Withania sinica (Kuang & A.M.Lu) Hunz.
- Withania somnifera (L.) Dunal
- Withania sphaerocarpa Hepper & Boulos
- Withania yunnanensis (Kuang & A.M.Lu) Hunz.